# Слудка (Сыктывдинский район)
Слудка (коми Придаш) — село в Сыктывдинском районе Республики Коми, административный центр сельского поселения Слудка. Используется также местное название Придашь.

## География
Расположено на левом берегу реки Пожег на расстоянии примерно 47 км по прямой от районного центра села Выльгорт на северо-запад.

## История
Впервые упомянуто в 1707 году как починок Слуда с 3 дворами. В 1887 году открыта церковно-приходская школа, в 1909 году — земское начальное училище. В 1926 году насчитывалось 128 дворов, 607 жителей. Работал колхоз «Коммунар». Два раза за трудовые успехи колхоз был участником Всесоюзной сельскохозяйственной выставки в Москве.

## Достопримечательности
Первая деревянная церковь в селе Слудка была построена в 1870 году. Каменная церковь была возведена в 1884 году и освящена была 30 августа 1886 года. По этим данным мы можем определить социальный состав населения. Каменная церковь в 1929 году была закрыта и много десятков лет стояла без действий. Вновь после реставрации и ремонтных работ церковь освящена была в 2011 году.

## Население
Постоянное население составляло 337 человек (коми 90 %) в 2002 году, 301 — в 2010.